# Loenermark
De Loenermark is een heuvelachtig natuurgebied met bossen en heidevelden op de Veluwe in de Nederlandse gemeente Apeldoorn.

## Geschiedenis
Archeologen hebben in het gebied, dat toebehoort aan het Gelders Landschap, resten van een Romeins marskamp gevonden, een van de vijf op de Veluwe. Het is een tastbaar bewijs van Romeinse activiteit ten noorden van de Limes.
Op de Loenermark is al zeker sinds de 10e eeuw bos aanwezig dat gebruikt werd door de marke van Loenen. De rest bestond al vroeg uit heide. De marke-organisatie Loenermark is nog blijven bestaan tot 1932, toen de markegenoten (de inwoners van Loenen) door de gemeente Apeldoorn werden uitgekocht na een juridische strijd die in 1893 was begonnen. Sinds 1993 is het gebied, 1156 ha groot, in erfpacht en beheer gegeven bij stichting Het Geldersch Landschap.

## Geologie, geodesie en archeologie
De Loenermark is een hooggelegen gebied op de flank van de Oost-Veluwse Stuwwal. Het hoogste punt ligt op zo’n 85 meter boven zeeniveau. In het zuiden van het gebied is in de stuwwal een groot en diep dal uitgesleten, waarin de Eerbeekse beek ligt. Er komt ook enig vastgelegd stuifzand voor. De Zilvensche heide werd gekozen als locatie voor een ijkbasis voor het Rijksdriehoeksmeetnet vanwege de grote geologische stabiliteit van dit gebied. Op de Loenermark liggen ook enkele grafheuvels.

## Bos
Het oude bos heeft vooral standgehouden langs de ‘Droefakkers’, een oude weg tussen Loenen en Terlet. De bodem wordt er bedekt met veel blauwe en rode bosbes. Een deel met veel oude eikenstrubben is tegenwoordig een bosreservaat, waar men gekozen heeft voor een beheer van ‘bewust niets doen’, al laat men er ook een kudde Schotse hooglandrunderen rondlopen.
De gemeente liet na 1932 bij wijze van werkverschaffing grote delen van de Loenermark bebossen. Tegenwoordig probeert men de vaak eenvormige ontginningsbossen om te zetten in een meer gevarieerd en natuurlijk bostype.

## Heide
Sinds de middeleeuwen tot in de dertiger jaren bestond veruit het grootste deel van het gebied uit heide. Na de bebossing bleef zo'n 240 ha heide over, waarvan de Zilvensche heide zowat de helft uitmaakt. De heide wordt plaatselijk opgesierd door grote jeneverbesstruwelen. In 1956 werd aan de Droefakkers een schaapskooi gebouwd voor zo’n 150 schapen. Het gaat hier om Veluwse heideschapen, tegenwoordig een zeldzaam huisdierras. De heide verkeert door de schapen in een goede, weinig vergraste conditie. De heide wordt ook wel gemaaid.

## Flora en fauna
Op droge en schrale bodems komen veel korstmossen voor. Op natte plaatsen vindt men soorten als blauwe zegge, veenbies en grote wolfsklauw. Op de heide vindt men onder meer de stekelbrem en grote hoeveelheden jeneverbes. De bossen, vooral de oudere, staan vol met rode en blauwe bosbes.
Op de Loenermark leeft een grote populatie wild zoals reeën, wilde zwijnen en edelherten. Het is een belangrijk gebied voor de das. Van de reptielen verdient de gladde slang vermelding. Bijzondere vlinders zijn het tweekleurig hooibeestje en de bosparelmoervlinder. Uniek is het grote aantal groentjes, een vlinder die op de rode bosbes leeft. Op de heide leven de nachtzwaluw en de geelgors. In het bos vindt men de zeldzame spechtensoort de draaihals.

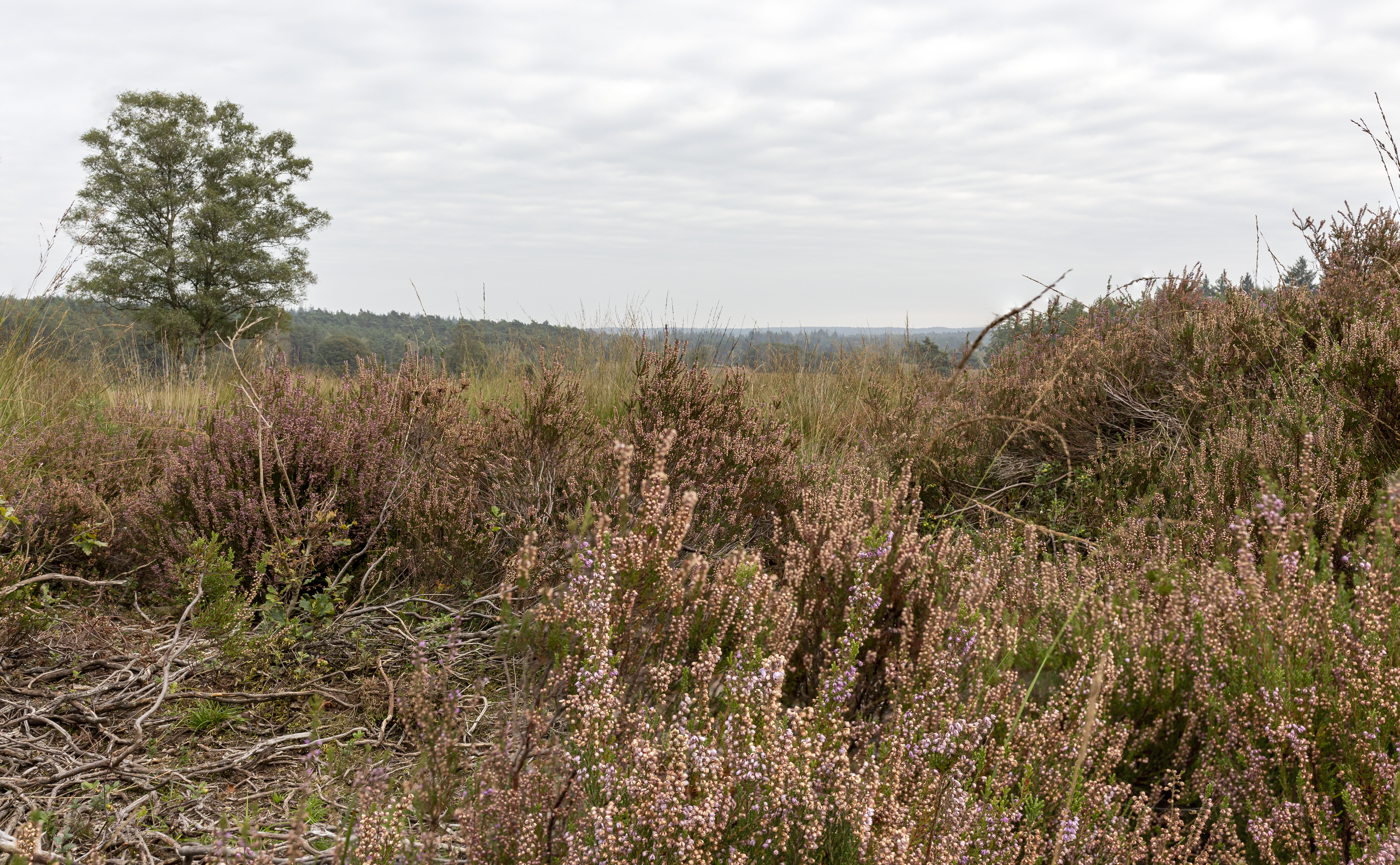
Loenermark op 25 september 2021
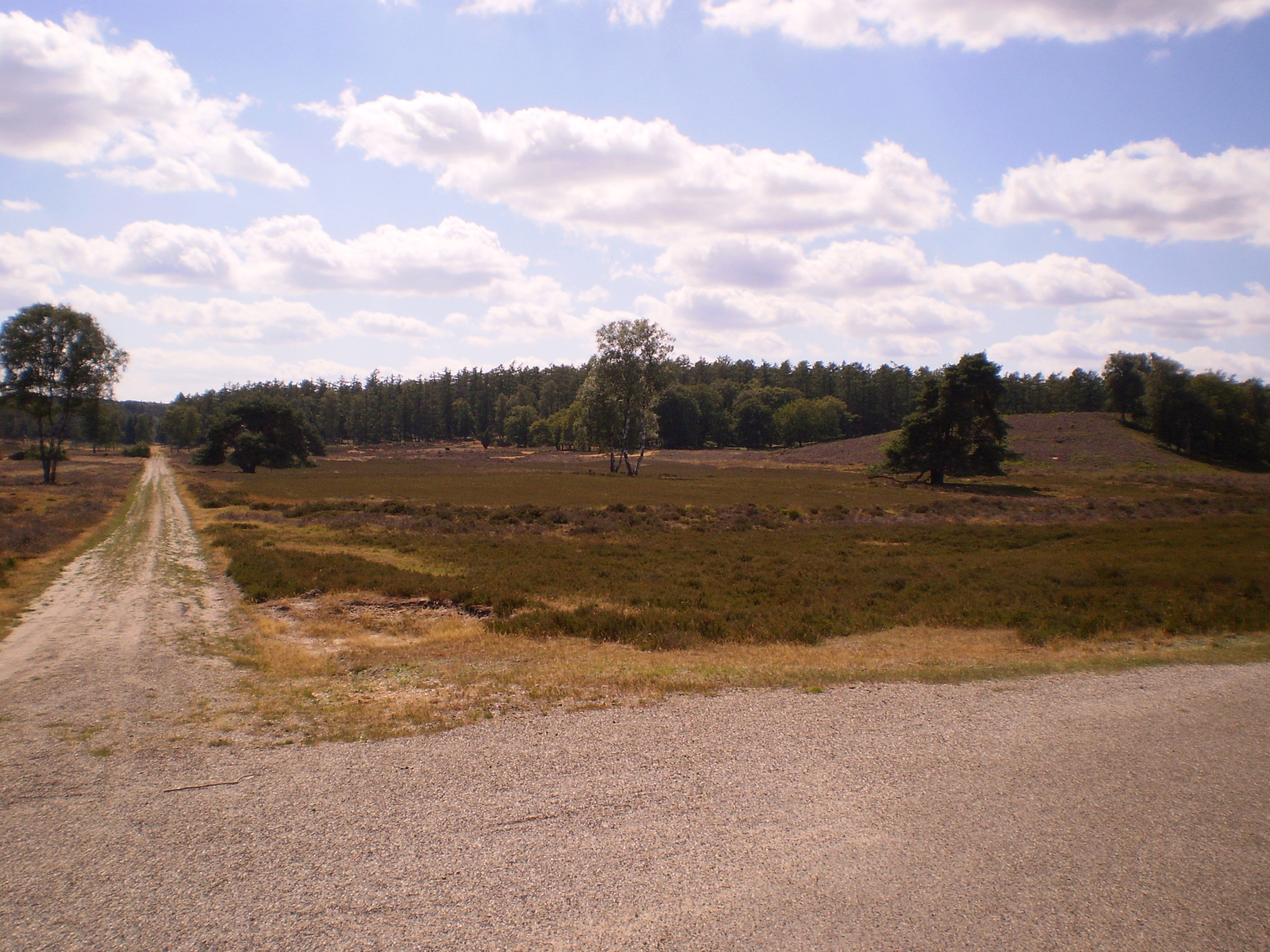
Paden bij de Valenberg
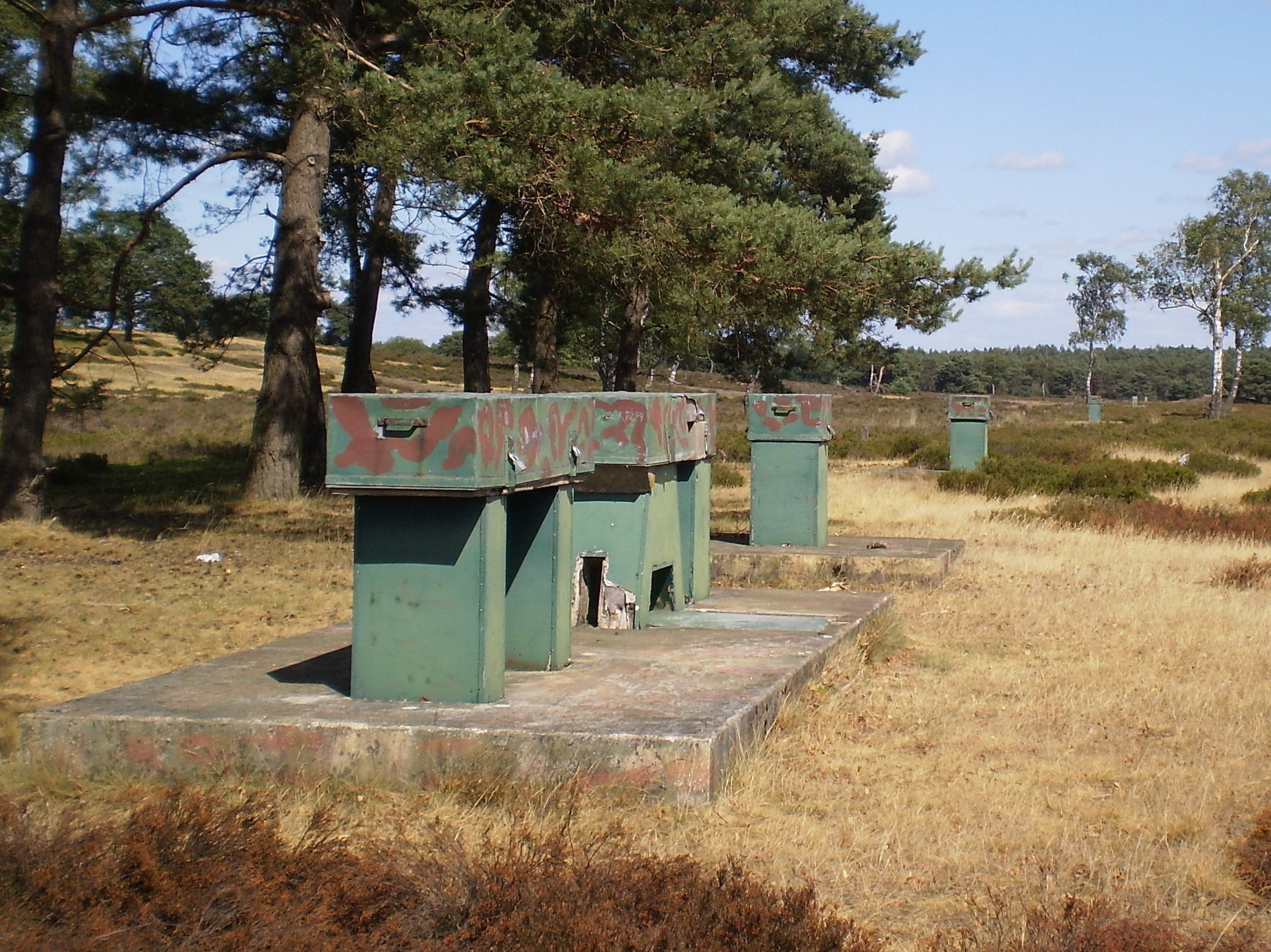
IJkbasis (buiten gebruik) om lengtematen mee te ijken, gebouwd in 1957.
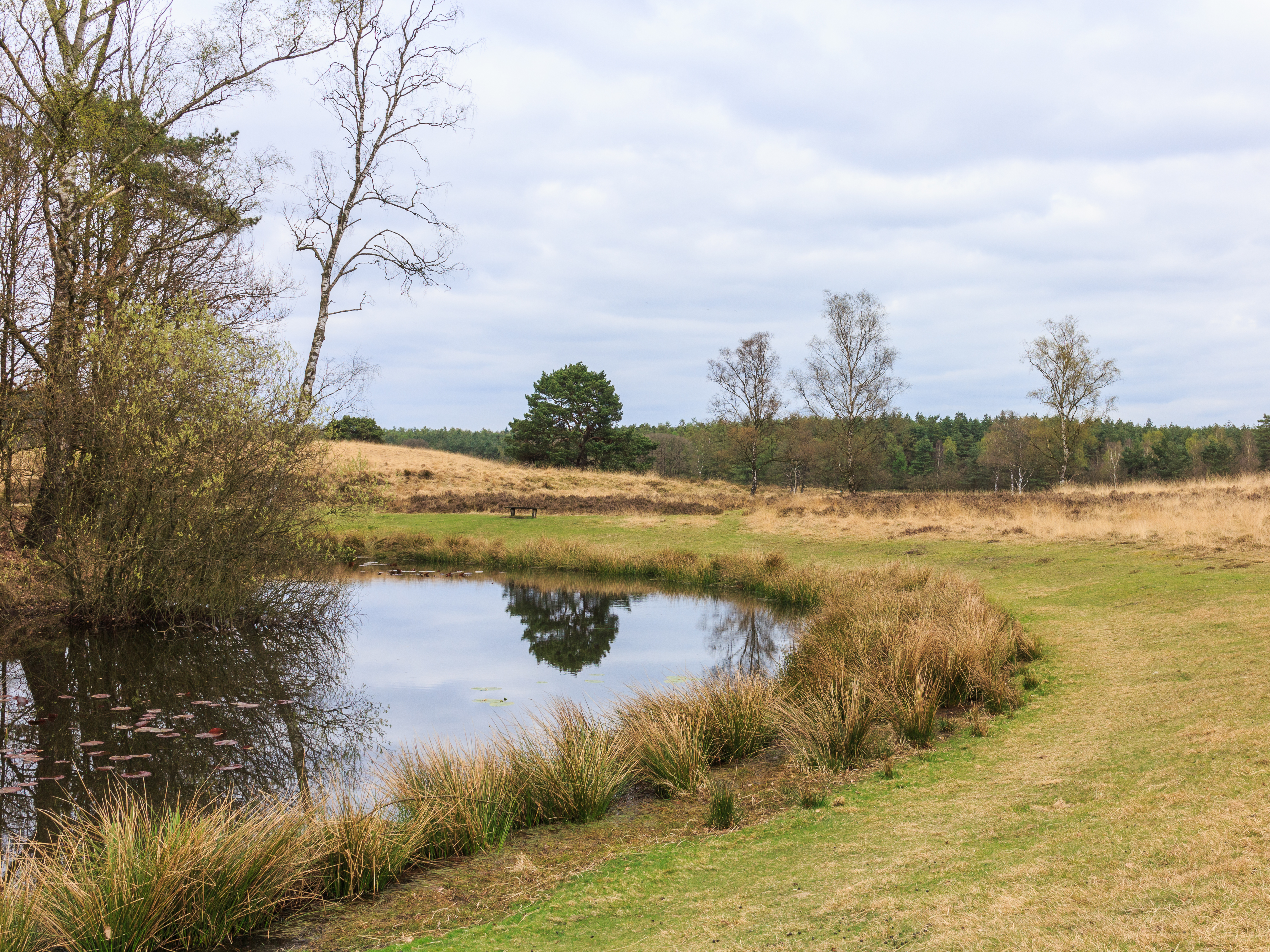
Heidemeertje